# Pierre Neuville
Pierre Neuville (* 2. Januar 1943 in Mont-sur-Marchienne, Charleroi) ist ein professioneller belgischer Pokerspieler und ehemaliger Unternehmer.

## Persönliches
Neuville stammt aus dem wallonischen Montigny-le-Tilleul. Er studierte in den 1960er-Jahren an der Université libre de Bruxelles in Brüssel. 1969 gründete er ein Brettspielunternehmen, das das nach dem Radrennfahrer benannte Spiel Eddy Merckx entwickelte. Im Jahr 1982 verkaufte er seine Firma an den Spielwarenhersteller Hasbro, bei dem er es selbst bis auf den Posten des Vizepräsidenten schaffte. 2012 entwickelte er ein Brettspiel namens Poker Champ. Nachdem 2007 bei Neuville eine schwere Krankheit diagnostiziert worden war, gab er die Arbeit auf und beschloss, professioneller Pokerspieler zu werden.
Neuville ist verheiratet und Vater dreier Kinder. Er lebt in London.

## Pokerkarriere
Neuville kam 1957 erstmals mit Poker in Berührung und spielte während seines Studiums oftmals die Variante Seven Card Stud. Nach Abschluss der Universität spielte er bis zu seinem Sinneswandel im Jahr 2007 über 40 Jahre kein Poker. Anschließend eröffnete er unter dem Nickname columbo ein Konto beim Onlinepokerraum PokerStars und schaffte es darüber, sich 23-mal in Folge für das Main Event der European Poker Tour (EPT) zu qualifizieren. Diese Leistung brachte ihm den Spitznamen The Serial Qualifier ein.
Im Juni 2008 war Neuville erstmals bei der World Series of Poker (WSOP) im Rio All-Suite Hotel and Casino am Las Vegas Strip erfolgreich und kam bei einem Turnier der Variante No Limit Hold’em ins Geld. Mitte April 2009 erreichte Neuville beim Main Event der EPT im italienischen Sanremo den neunten Platz und gewann knapp 80.000 Euro Preisgeld. Fünf Monate später saß er erstmals an einem Finaltisch des EPT-Main-Events und belegte im portugiesischen Vilamoura den zweiten Platz für mehr als 250.000 Euro. Diese Leistung wiederholte er im Februar 2012 bei der EPT in Kopenhagen, bei der nur der Däne Mickey Petersen vor ihm landete und Neuville umgerechnet über 280.000 US-Dollar erhielt. Sein bis dahin höchstes Preisgeld gewann er bei der WSOP 2014, als er nur knapp ein Bracelet verpasste und bei einem Six-Handed-Event hinter Kevin Eyster den zweiten Platz für fast 400.000 US-Dollar Preisgeld belegte. Im Juli 2015 erreichte Neuville beim WSOP-Main-Event mit dem viertgrößten Chipstack den Finaltisch. Als bisher ältester Teilnehmer der sogenannten November Nine landete er dort im November 2015 auf dem siebten Platz und sicherte sich 1,2 Millionen US-Dollar. Bei der WSOP 2016 erreichte Neuville erneut einen Finaltisch und beendete das No Limit Hold’em 6-Handed auf dem zweiten Platz für mehr als 200.000 US-Dollar. Ende Oktober 2016 wurde er beim EPT High Roller auf Malta ebenfalls Zweiter und erhielt knapp 230.000 Euro. Seitdem blieben größere Turniererfolge aus.
Insgesamt hat sich Neuville mit Poker bei Live-Turnieren knapp 5 Millionen US-Dollar erspielt und ist damit hinter Davidi Kitai und Kenny Hallaert der dritterfolgreichste belgische Pokerspieler.